# Serrata

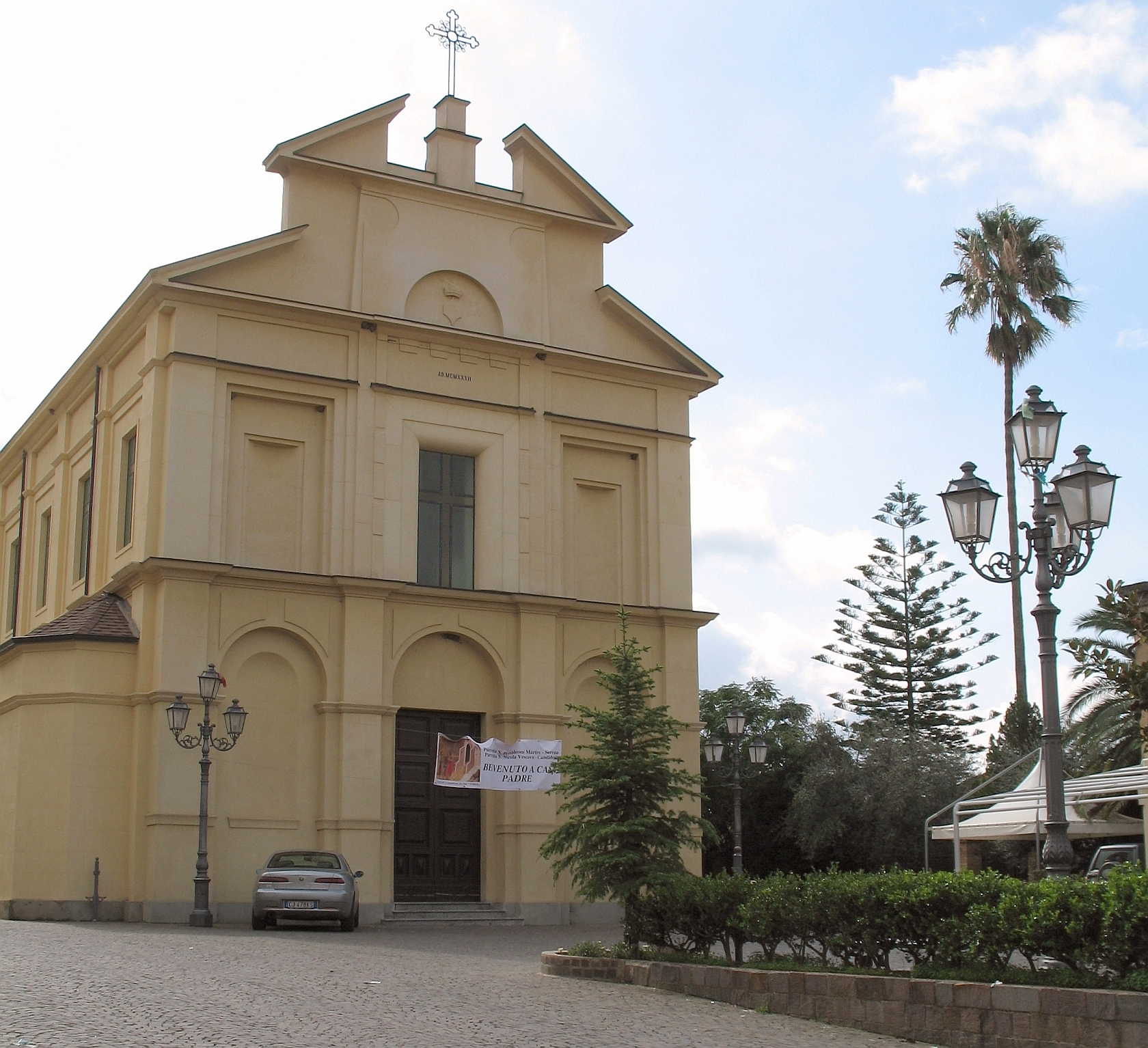
Parrocchia de San Pantaleone (São Pantaleão de Nicomédia).

Serrata é uma comuna italiana da região da Calábria, província de Reggio Calabria, com cerca de 963 habitantes. Estende-se por uma área de 21 km², tendo uma densidade populacional de 46 hab/km². Faz fronteira com Candidoni, Dinami (VV), Laureana di Borrello, Mileto (VV), San Pietro di Caridà.

## Demografia
| Variação demográfica do município entre 1861 e 2011                               |
|                                                                                   |
| Fonte: Istituto Nazionale di Statistica (ISTAT) - Elaboração gráfica da Wikipedia |